# Régio da Emília (província)
A Régio da Emília (em italiano: Reggio Emilia) é uma província italiana da região da Emília-Romanha com cerca de 453 039 habitantes, densidade de 198 hab/km². Está dividida em 45 comunas, sendo a capital Régio da Emília.
Faz fronteira a norte com a província de Mântua (região Lombardia), a este com a província de Módena, a sul com a a província de Massa-Carrara (região Toscana) e a província de Luca e a oeste com a província de Parma.